# Lectiles
Tetrarhanis là một chi bướm ngày thuộc họ Lycaenidae.